# Cowichan Valley
Cowichan Valley – dystrykt regionalny w kanadyjskiej prowincji Kolumbia Brytyjska. Siedziba władz znajduje się w Duncan.
Cowichan Valley ma 80 332 mieszkańców. Język angielski jest językiem ojczystym dla 92,2%, niemiecki dla 1,4%, francuski dla 1,3% mieszkańców (2011).